# 赤いシリーズ
『赤いシリーズ』は、TBSが大映テレビと共同で1974年から1980年にかけて製作・放送した作品群のシリーズ名。オリジナル脚本のテレビドラマ9作品とテレビスペシャル1作品の計10作品であり、いずれの作品もタイトルが「赤い」から始まっている。
本項では、上記のオリジナルシリーズについて扱う。宇津井健と山口百恵がシリーズの顔であり、最終作『赤い死線』は山口の芸能界引退作品となった。作品一覧についてはこちらを参照。
1993年に『花王 愛の劇場』の枠において『赤い迷宮』と題された作品（主演：森下桂（後に森下涼子に改名））が、同じTBSと大映テレビ共同製作で放映され、当時は「赤いシリーズ復活」とまでPRされた。
また、2005年にはホリプロ45周年・TBS開局50周年記念作品『赤いシリーズ2005』として3作品が製作・放映されることとなった。当初は3作ともリメイクが予定されていたが、リメイクは2作品に留まり、残る1作品はオリジナルとなった（2005年版を参照）。
なお、東映が製作し1985年7月から9月にTBS系土曜21時枠で放送された『赤い秘密』は、当シリーズには含まれず、大映テレビ共同制作だが1991年にフジテレビで放送された昼ドラ『赤い殺意』は本シリーズと無関係である。両作品は本項の作品と違い原作小説がある点で共通する。

## 概要
様々な試練や困難に立ち向かいながら、前向きに歩む男女の姿を描き、絶大な人気を誇る長寿シリーズである。
例えば、山口百恵が主役もしくはヒロインを務めた作品。第2作『赤い疑惑』では白血病で余命幾ばくもない薄幸な少女が前面に押し出され、異母兄妹による恋愛に悩む姿も描かれている。第3作『赤い運命』では検事の生き別れの娘が殺人犯の娘と間違えて引き取られ殺人事件に巻き込まれ、第4作『赤い衝撃』ではスプリンターが銃撃により半身不随になる、第6作『赤い絆』では赤線（売春街）で生まれた少女が偏見と向き合う、等と、少女には常に逆境が用意されている。その支えとなるのが、恋人や家族である。三浦友和は『赤い疑惑』、『赤い衝撃』、最終作（テレビスペシャル）『赤い死線』で恋人役を演じており、はまり役となっていた。
上記の作品のうち『赤い絆』以外で宇津井健が出演しており、ほとんどの場合少女の心の拠り所となっている。第1作『赤い迷路』から『赤い運命』までは宇津井は父親役であった（ただし『赤い疑惑』では実は実父ではなく養父であり、血縁上は伯父・姪の関係であった）。第5作『赤い激流』でも親子役であったが、山口は特別出演のため共演は第1話のみに留まっている。なお、山口と宇津井が親子役で共演するのは、この時間帯での前々作『顔で笑って』が初めてであった（製作も同じ大映テレビ）。主題歌「パパは恋人」は、両者のデュエットである。
山口の出ない宇津井作品でも過酷な運命に翻弄される姿が描かれた。『赤い激流』では水谷豊演じる男性ピアニストが父親殺しの冤罪で追われ、第7作『赤い激突』では宇津井健と松尾嘉代が演じるバレエダンサー夫婦が、植物人間と安楽死の問題を突きつけられている。
これらに加え、出生の秘密が用意されていた。『赤い迷路』から『赤い激突』までのうち、『赤い激流』以外では実の親が誰なのかということと、親子と判明しても名乗れない、という点がドラマを盛り上げている。特別ゲストとして3作品に出演した岸惠子は、『赤い疑惑』では少女（山口）の、『赤い激突』では青年（国広富之）の実母役であった。『赤い激流』では、ピアニスト（水谷豊）の無罪のアリバイを証明する「Rの女」の正体であり、物語の鍵を握る重要な役柄だった。
このような過酷な演出は2000年代に流行する韓国ドラマへ多大な影響を与えた。
当シリーズ以前、この21時からの1時間ドラマは、田宮二郎の主演の白いシリーズが放送されていた。メインスポンサーであるサントリーの意向で、ワインの色から「白」、「赤」というシリーズ名が決まったという。スポンサーの関係で、作品に登場する酒類・飲料などはサントリーの物が使われていた。同じくスポンサーである花王石鹸（後の花王）からは洗剤やシャンプー、日立製作所からは家電製品が使われている。なお、遡れば宇津井主演の『東京警備指令 ザ・ガードマン』の段階で、既にこの時間帯はサントリーがスポンサーであった。
関西地区では第1作の『赤い迷路』のみ、当時のTBS系列局であった朝日放送（ABC）で放送されている。次作の『赤い疑惑』以降、毎日放送（MBS）に移行した。

### シリーズを代表する俳優
当時人気絶頂にあったアイドル歌手の山口百恵が7作品に出演（ただし、2作品は特別ゲスト）しており、そのほとんどの作品で主役級の扱いとなっている。さらにそのうちの3作品で主演としてクレジットされており、4作品で主題歌を担当、第4作『赤い衝撃』では挿入歌も担当した（具体例は作品一覧を参照）。
三浦友和は、第2作『赤い疑惑』で山口百恵とドラマ初共演。第4作『赤い衝撃』にもレギュラー出演し、最終作であるテレビスペシャル『赤い死線』にも登場。その全てで山口の恋人役となっている（『-疑惑』では異母兄妹でもある）。
宇津井健は第1作『赤い迷路』から合計5作品で主演としてクレジットされ、2作品で特別ゲストとして出演。最終作にも登場し、10作中8作品に関わっている（詳細は作品一覧を参照）。
岸恵子は特別ゲストとして3作品（『赤い疑惑』、『赤い激流』、第7作『赤い激突』）に出演。彼女もシリーズを代表する存在となっているが、当時フランス在住だったため、出番は限られている。また、フランスなどのヨーロッパロケも行われた。
石立鉄男は、第5作『赤い激流』から第10作まで連続で6作品に出演、シリーズ後半の顔となった。主に主人公（宇津井や山口など）の後見人や協力者といった役割だが、4度目の出演となった『赤い嵐』（第8作）ではやや我がままなキャラクターとなり、主人公らを困らせていた。
前田吟は3作品にレギュラー出演。第3作『赤い運命』は小心者ゆえに主人公に敵対する役柄だったが、2度目の登場となった『赤い激流』（第5作）は悪役にシフトしている。3度目となった『赤い激突』でも悪役だが、前回が知性派だったのに対し、短絡的な粗暴犯となっている。その他、最終作にも登場を果たしている。

### 3作品以上出演した主な俳優
レギュラー2作品とゲスト（短期集中出演）した俳優は、以下の通り。
原知佐子は第2作『赤い疑惑』では主人公の恋人の母親として、第4作『赤い衝撃』では主人公の義理の姉として、主人公（山口）のイビリ役として存在感を示した。第5作『赤い激流』では」一時期のセミレギュラーだったが、主人公側の弁護士として登場した。ただし、性格はややきつい（とはいえ、根は善人である）。
赤木春恵は『赤い衝撃』で主人公を救う役で短期集中出演したのが最初で、『赤い激流』と第7作『赤い激突』では主人公（宇津井）の義母役だが、後者は入り婿のため主人公寄りの立場だったが、前者は娘が主人公の方に嫁いでいるため、敵対的な立場になることが多く、両者で印象は異なる。ただし、原・赤木の双方の役は、最終的に主人公と和解している。
木内みどりは『赤い運命』では大人しい保母として登場、この時はあまり目立つ役柄ではなかった。『赤い衝撃』ではマロン製菓の令嬢、大杉ミサコとして主役（山口）の恋敵として途中から登場、以後は車椅子生活の主人公と対照的な健康な存在として描写されていたが、性格は正々堂々としたものであった。『赤い激突』では看護婦・石田栄子役で、主役（宇津井健）らのサポートに回っていた。
岡まゆみは『赤い衝撃』で短期集中ゲストが最初の登場となる。明るい性格で車椅子の女性バスケットチームを率い、同じ車椅子生活を送る主人公（山口）の先輩的な存在だった。第6作『赤い絆』では主人公（山口）の恋敵役で、婚約者（国広富之）に婚約を解消されたり、海運業を営む実家が没落したり、と不幸な目にあったが、最終的に人間的な成長を見せ、主人公とも和解している。第8作『赤い嵐』では、石立鉄男演ずる大野英二（準主役級）の妻（長沢宏美）役で、打算的で知的かつやや独善的な役回りとなったが、こちらの最終的には和解し、知識を生かして主人公らのサポートに回った。
その他、2作品でレギュラー出演した俳優は少なくないため、割愛する（『赤い激流』と『赤い激突』で重複が目立つ）。なお、『-激突』の後しばらくシリーズは中断し、第8作『赤い嵐』まで約1年のブランクが生じている。

## 作品一覧
| 作品名   | 放送期間                      | 主演     | 主な出演者 | 主題歌 / 挿入歌                                                                                     | 音楽     |
| -------- | ----------------------------- | -------- | --- | --------------------------------------------------------------------------------------------------- | -------- |
| 赤い迷路 | 1974年10月4日 -1975年3月28日  | 宇津井健 | 松田優作、山口百恵、長山藍子、 小山明子、佐藤允、中野良子                                                                 | 主題曲「赤い迷路」のテーマ （インストゥルメンタル） 挿入歌「去りゆく今」 （ファウスト・チリアーノ） | 木下忠司 |
| 赤い疑惑 | 1975年10月3日 -1976年4月16日  | 宇津井健 | 山口百恵、三浦友和、渡辺美佐子、原知佐子、松村達雄、長門裕之、八千草薫、 岸恵子（特別ゲスト）                             | 「ありがとうあなた」 （山口百恵）                                                                   | 菊池俊輔 |
| 赤い運命 | 1976年4月23日 -10月29日       | 宇津井健 | 山口百恵、秋野暢子、南條豊、前田吟、 岸田今日子、有馬稲子、池部良、志村喬、三國連太郎                                     | 「赤い運命」 （山口百恵）                                                                           | 平尾昌晃 |
| 赤い衝撃 | 1976年11月5日 -1977年5月27日  | 山口百恵 | 三浦友和、中条静夫、長門裕之、南田洋子、原知佐子、 田村高廣、草笛光子 宇津井健（特別ゲスト）                              | 主題歌「赤い衝撃」 挿入歌「走れ風と共に」 （山口百恵）                                              | 菊池俊輔 |
| 赤い激流 | 1977年6月3日 -11月25日        | 宇津井健 | 水谷豊、竹下景子、松尾嘉代、前田吟、赤木春恵、石立鉄男、 小沢栄太郎、緒形拳、 山口百恵（特別ゲスト） 岸恵子（特別ゲスト） | 主題曲 「赤い激流」オープニングテーマ 挿入歌「草の夢」（水谷豊）                                    | 菊池俊輔 |
| 赤い絆   | 1977年12月2日 -1978年6月9日   | 山口百恵 | 国広富之、石立鉄男、岡まゆみ、真屋順子、 高橋昌也、左幸子                                                                 | 「赤い絆（レッド・センセーション）」 （山口百恵）                                                   | 菊池俊輔 |
| 赤い激突 | 1978年6月23日 -12月15日       | 宇津井健 | 松尾嘉代、国広富之、坂口良子、秋野暢子、森下愛子、 前田吟、赤木春恵、石立鉄男、ラビット関根 岸恵子（特別ゲスト）          | （主題曲）                                                                                          | 菊池俊輔 |
| 赤い嵐   | 1979年11月30日 -1980年3月28日 | 柴田恭兵 | 淡島千景、能瀬慶子、石立鉄男、 松村達雄、緒形拳、 宇津井健（特別ゲスト）                                                  | 主題歌「5マイル ア ヘッド」 挿入歌「ミスティ」 （柴田恭兵）                                         | 菊池俊輔 |
| 赤い魂   | 1980年4月4日 -9月19日         | 杉浦直樹 | 浜田朱里、広岡瞬、石立鉄男、 峰岸徹、吉行和子、大木実、司葉子                                                             | （主題曲）                                                                                          | 木下忠司 |
| 赤い死線 | 1980年11月7日、14日           | 山口百恵 | 三浦友和、石立鉄男、 三國連太郎、宇津井健                                                                                 | | 宇崎竜童 |

『赤い死線』はスペシャルドラマとして放送された。

### 番組の構成
第1作『赤い迷路』から第8作『赤い嵐』までについて説明する。
全体の構成
オープニング、Aパート、Bパート…と続き、エンディングはない。最後に次回予告がある。
ストーリーが進むと、オープニングの前に前回までのあらすじが紹介される。
第3作『赤い運命』のみ、オープニングナレーションが設定されている。主題歌の直前にナレーションで伊勢湾台風の日付や被害が紹介され、主人公が台風で生き別れたことを説明している。
オープニング
『-迷路』はアニメーションである。ただし、線や図形がカラフルに描かれ変化するものであり、人物や生き物の姿は描かれていない。また、主題歌ではなく主題曲である。
第2作第『赤い疑惑』以降は実写の風景が映されているが、人物は排除されている場合が多い。第6作『赤い絆』で初めて人物が映されたが、「繁華街の夜景」というコンセプト上、顔がわかるカットはなかった。『赤い嵐』では、走り続ける人物の足が延々と映されているが、他の部位は映されていない。
山口百恵がレギュラー出演した作品は、『-疑惑』以降、山口の歌う主題歌が採用されている。一方、山口がレギュラー出演していない宇津井作品である第5作『赤い激流』、第7作『赤い激突』では、主題曲となっている。『赤い嵐』ではレギュラーで主人公格の柴田恭兵が主題歌を担当した。
主人公の苗字
「大（おお）」で始まる場合が多い。『-疑惑』の大島幸子（山口百恵）、『-衝撃』の大山友子（山口百恵）、『-激流』の大沢武（宇津井健）、『-激突』の大谷高（宇津井健）、『-嵐』の大野千代（淡島千景）と、5作品が該当する。また、『-運命』には大竹修三（前田吟）がレギュラー出演していた。

## 2005年版
2005年、シリーズの中から3作品が、ホリプロ45周年・TBSテレビ放送50周年記念特別企画「赤いシリーズ2005」として製作・放映されることとなった。当初は3作ともリメイクが予定されていたが、1作品はオリジナルとなっている。
リメイク版はホリプロの企画・製作として作られており、大映テレビは「監修・企画協力」として関与している。それぞれにホリプロ所属の看板若手女優が揃えられた。
1. 赤い疑惑（2005年6月15日、22日、29日。水曜プレミア枠内3週連続　主演:石原さとみ）
2. 赤い運命（2005年10月4日、5日、6日。3日間連続放映　主演:綾瀬はるか）
3. 赤い奇跡（2006年4月9日、10日。2日間連続放映　主演:深田恭子）

当初深田は『赤い衝撃』のリメイクの主演をするつもりだったが、役柄に合わないと判断したため、26年ぶりに新作が作られることになった。フィギュアスケートが題材で、浅田舞も出演した。
視聴率は、リメイク版『赤い疑惑』と『赤い運命』が2桁平均を取ることができたものの、新作『赤い奇跡』は1桁視聴率で終わる結果となった。